# Ballontheodolit
Mit dem Ballontheodolit werden die Seiten- und Höhenbewegungen eines Wetterballons beobachtet und gemessen. Aus den Messwerten der Flugbahnverfolgung werden die jeweilige Höhe und Koordinaten des Ballons ermittelt und daraus Stärke und Richtung des Höhenwindes in verschiedenen Höhenlagen abgeleitet.
Die Daten sind für den Flugverkehr und militärische Wettermeldungen von Bedeutung. Die Firma F. W. Breithaupt & Sohn entwickelte in Zusammenarbeit mit dem Deutschen Wetterdienst 1989 den elektronische Ballontheodolit Tebal. Die aufwändige Theodolitbeobachtung wurde auch durch GPS-Sonden am Wetterballon ersetzt.